# Періодевт
Періодевт (грец. περιοδευτής, множина περιοδευταὶ) — мандрівний священик у різних східних християнських церквах.
П'ятдесят сьомий канон IV Лаодикійського собору (380 р.) передбачав заміну хорієпископів (сільських єпископів) на періодевтів, тобто священиків, які не мають постійного місця проживання і діють як представники міських єпископів.<
У Маронітській церкві періодевт (bardūt) — це «своєрідний вікарій форане, який виступає від єпископа при інспекції сільського духовенства».
Сирійською мовою це назва періодіота.

## Подальше читання
- A. Coussa, Epitome praelectionum de jure ecclesiastico orientali I, Grottaferrata, 1948, 343—345
- R. Amadou, «Choréveques et Periodeutes», L'Orient Syrien 4 (1959) 233-41